# Linea calda Ophiucus
Linea calda Ophiucus (The Ophiuchi Hotline) è un romanzo di fantascienza scritto da John Varley, pubblicato nel 1977. 
Considerata la miglior opera di Varley, è il primo libro della Serie degli Otto Mondi, seguito da La spiaggia d'acciaio (Steel Beach, 1992), The Golden Globe (1998), e da Irontown Blues (2018).

## Trama
Nel 2050 entità incorporee e pluridimensionali, chiamate gli "Invasori", hanno decimato la razza umana installandosi sulla Terra e costringendo i sopravvissuti a una diaspora nel sistema solare; cinque secoli e mezzo dopo l'invasione insediamenti umani sono stati organizzati sulla Luna, su Marte, Venere, Mercurio e Plutone. Altre migliaia di persone vivono una strana esistenza tra gli anelli di Saturno in simbiosi con creature aliene, i "Simb", capaci di sopravvivere e spostarsi nel vuoto siderale. Gli invasori non si curano della specie umana, purché non interferisca con i loro piani, ma ritengono i delfini e le balene affini alla loro razza e li proteggono tenendoli in grande considerazione. Gli invasori hanno interessi anche su Giove, i cui incorporei abitanti considerano simili a loro; la colonizzazione del gigante gassoso e dei suoi satelliti è pertanto preclusa ai terrestri.
Dopo l'esodo i terrestri hanno potuto avvantaggiarsi delle informazioni tecnologiche che credono provenire dalla stella 70 Ophiuchi, trasmesse per mezzo di un segnale laser da quella che è chiamata "Linea calda Ophiucus" la cui origine è ignota, in funzione da quattrocento anni. Il salto tecnologico ha aiutato la colonizzazione umana del sistema solare e anche lo sviluppo della genetica; è possibile registrare i ricordi di una persona e trasferirli in un clone in caso di morte dell'originale. La clonazione è tuttavia controllata affinché non possano esistere contemporaneamente due esemplari di uno stesso uomo. Apportare modifiche al DNA umano è vietato e il reato punito con la morte definitiva.
Lilo è una genetista arricchitasi con lo sfruttamento commerciale di una sua invenzione: il "bananacarne" ossia un albero i cui frutti sono a base di proteine animali commestibili, essenziali per la sopravvivenza delle colonie spaziali. Lilo ha cinquantasette anni, ma si è avvantaggiata di evolute tecniche chirurgiche per mantenere un aspetto da venticinquenne, come la quasi totalità degli esseri umani è abituato a fare, utilizzando anche la clonazione per rimanere giovani. La donna ha illegalmente condotto esperimenti con DNA umano; scoperta, viene arrestata e condannata a morte. Durante la reclusione nell'Istituto terminale per i nemici dell'umanità, viene avvicinata da Tweed, potente politico che ha in mente un piano per attaccare gli invasori e che non si fa scrupoli pur di attuarlo. Tweed, nella cella di Lilo, si presenta con un clone della ragazza e con una guardia del corpo di nome Vaffa. Tweed offre a Lilo un accordo: le sarà consentito di fuggire dalla prigione, lasciando a morire in cella il suo clone, a patto che la scienziata acconsenta a collaborare ai piani di rivalsa contro gli alieni. Lilo accetta il patto e mentre il clone muore lei fugge con Vaffa per incominciare un periodo di addestramento che la preparerà a un eventuale conflitto.
Durante il tirocinio Lilo fugge due volte e entrambe le volte viene catturata da Vaffa e uccisa senza scrupoli, per poi risvegliarsi in un nuovo corpo clonato senza memoria dei tentativi di fuga. Lilo raggiunge finalmente la base operativa di Tweed su di un satellite retrogrado di Giove, Poseidone; qui, segretamente, il politico ha clonato molti scienziati riversando nelle memorie delle "copie" i ricordi degli "originali" costringendoli a progettare armi da usare contro gli invasori. Gli uomini, le donne e i figli nel frattempo nati sull'asteroide, sono tenuti prigionieri e vengono uccisi dai molti guardiani, tutti cloni di Vaffa, a ogni minimo tentativo di fuga. Le morti sono facilmente rimpiazzate da nuovi cloni. Nella base spaziale Lilo conosce Cathay, un clone recluso sull'asteroide per fare da insegnante ai figli degli scienziati.
Tweed tenta un primo colpo ai piani degli invasori: ha intenzione di inviare un minuscolo buco nero attraverso Giove per sondare le loro reazioni. Lilo e Cathay partecipano alla missione e si imbarcano sull'astronave che trasporta il buco nero, contenuto all'interno di un campo di forza, tecnologia appresa dalle trasmissioni della linea calda Ophiucus. I due hanno in mente di uccidere Vaffa e liberare i prigionieri ma durante il tentativo Lilo è sbalzata fuori dalla nave e cade su Giove. Cathay riporta in vita un nuovo clone di Lilo che la donna aveva avuto l'accortezza di nascondere come backup in una base segreta tra gli anelli di Saturno. I due ritornano verso Poseidone e costringono Vaffa e i suoi uomini a liberare i prigionieri minacciando, in caso contrario, di diffondere le informazioni riguardo agli esperimemti illegali condotti sul satellite. Il piano ha successo e la base liberata: sfruttando l'energia di un buco nero, Lilo e Cathay spostano Poseidone dall'orbita dirigendolo verso Alfa Centauri. La Lilo "originale" è invece sopravvissuta, protetta dal campo di forza della tuta spaziale; si risveglia inspiegabilmente sulla Terra abitata da un esiguo numero di uomini regrediti all'età della pietra. Dopo anni di vita allo stato selvaggio Lilo, che ha cambiato il nome in Diana, decide di vendicarsi degli alieni colpevoli secondo lei di averla trasportata sulla Terra durante la caduta verso Giove; tenta quindi di uccidere una balena, animale caro agli Invasori ma durante il tentativo viene nuovamente teletrasportata lontano nello spazio.
Quando Tweed ha saputo della presunta morte di Lilo, precipitata su Giove, provvede a clonarne un'altra che invia su Plutone, scortata da Vaffa e dall'originale Cathay, per investigare su di un recente messaggio proveniente dalla linea calda. Il nuovo messaggio è apparentemente un invito a pagare i servizi provenienti da 70 Ophiuchi da secoli utilizzati dall'umanità. L'idea di Tweed è di acquistare una nave stellare per dirigersi verso la fonte dei messaggi che parrebbe non essere la stella, bensì un punto imprecisato a poche decine di anni di navigazione da Plutone. Lilo convince una cacciatrice di buchi neri a condurli verso la fonte dei messaggi. Javelin, la proprietaria della nave, ha modificato il suo corpo in modo grottesco per vivere in modo più agevole a gravità zero durante i lunghissimi viaggi nello spazio alla ricerca dei minuscoli buchi neri, fonte di preziosa energia che i cacciatori provvedono a rivendere. Vaffa, Lilo, Cathay e Javelin, dopo vent'anni di viaggio, raggiungono la stazione spaziale origine del segnale. Qui prendono contatto con la razza dei Mercanti il cui rappresentante, William, racconta loro che il loro popolo, millenni prima, aveva subito la stessa sorte dei Terrestri così come innumerevoli altre razze soggiogate dagli invincibili Invasori. I Mercanti tentano, con il segnale inviato, di tenere uniti i popoli esuli, conservandone intatta la cultura. Durante il colloquio inspiegabilmente si materializza davanti a loro Diana.
Nel frattempo un altro clone di Lilo è stato riportato in vita: la donna conscia dei pericoli che i suoi esperimenti illegali potevano causarle se scoperta dalla polizia, aveva nascosto un clone in una capsula tra gli anelli di Saturno incaricando un Simb, di nome Parameter/Solstizio di riportarla in vita qualora lei fosse morta. Il Simb parte alla ricerca della capsula non appena riceve un messaggio contenente la notizia della morte di Lilo e la raggiunge più di cinque anni dopo. Riesce a riportare in vita la donna, aiutata da un ennesimo clone di Cathay, che nel frattempo l'ha raggiunta nello spazio. La capsula viene diretta verso l'origine della linea calda; alcuni sogni delle varie Lilo, fanno intuire che tutti i cloni si incontreranno presto.

## Personaggi
Lilo-Alexander-CalypsoLilo è una scienziata dall'apparente età di venticinque anni, ma in realtà cinquantasettenne. Conduce esperimenti illegali su DNA umano e scoperta dalla polizia, viene condannata a morte. Riesce a evadere, aiutata da Tweed, che la arruola per continuare gli esperimenti ai suoi ordini. Morirà molte volte durante le varie avventure per ritornare in vita in corpi di volta in volta clonati dall'originale.
TweedPotente politico che si prefigge segretamente l'obiettivo di liberare la Terra dagli Invasori e far ritornare il genere umano sul pianeta natale. Nel un corpo di un uomo anziano in realtà si nasconde una persona giovanile priva di sesso.
VaffaLa guardia del corpo di Tweed è stata riprodotta in vari esemplari, alcuni dei quali di sesso maschile. Si scoprirà essere la figlia di Tweed le cui doti fisiche sono state sviluppate a discapito dell'intelligenza, per farne un killer eccezionale.
MariDottoressa agli ordini di Tweed, incaricata di riportare in vita il clone di Lilo. Durante uno dei tentativi di fuga della donna, Mari viene uccisa dalla stessa Lilo, per poi essere riportata in vita nel corpo di un clone da Tweed.
Parameter/SolstizioUna Simb amica di Lilo che ne riporterà in vita il clone nascosto in una capsula spaziale.
JavelinIl suo vero nome è Mary Lisa Bailey, era stata il primo essere umano a mettere piede su Marte, centinaia di anni prima. Ora è una cacciatrice di buchi neri che ha modificato il suo corpo per sopportare meglio i lunghi viaggi spaziali.
CathayUn ex insegnante clonato da Tweed; diventa l'amante e compagno di avventure di alcuni cloni di Lilo.
WilliamUn alieno appartenente alla razza dei Mercanti.

## Edizioni
- (EN) John Varley, The Ophiuchi Hotline, 1ª ed., New York, The Dial Press, 1977.
- John Varley, Linea calda Ophiucus, traduzione di Pierluigi Cecioni, Collana Fantascienza n.6, Sonzogno, 1978,  p. 190.
- John Varley, Linea calda Ophiucus, traduzione di Pierluigi Cecioni, Biblioteca di Fantascienza n.VI, Fanucci, 1994,  p. 198, ISBN 88-347-0420-7.